# Nándor Tamás
Nándor Károly Tamás (Târgu Secuiesc, 24 ottobre 2000) è un calciatore rumeno, attaccante del Komárno.

## Caratteristiche tecniche
È un'ala destra.

## Carriera
Cresciuto nel settore giovanile della Puskás Akadémia, trascorre i primi anni di carriera alternandosi fra prima squadra (con cui debutta il 2 febbraio 2019 nel match di Nemzeti Bajnokság I pareggiato 1-1 contro il Soroksár), squadra riserve e Csakvar. Il 12 gennaio 2021 viene ceduto in prestito in Romania al Sepsi.

## Statistiche
Statistiche aggiornate al 27 gennaio 2021.

### Presenze e reti nei club
| Stagione        | Squadra            | Campionato      | Campionato | Campionato | Coppe nazionali | Coppe nazionali | Coppe nazionali | Coppe continentali | Coppe continentali | Coppe continentali | Altre coppe | Altre coppe | Altre coppe | Totale | Totale | Totale |
| Stagione        | Squadra            | Comp            | Pres       | Reti       | Comp            | Pres            | Reti            | Comp               | Pres               | Reti               | Comp        | Pres        | Reti        | Pres   | Reti   |        |
| --------------- | ------------------ | --------------- | ---------- | ---------- | --------------- | --------------- | --------------- | ------------------ | ------------------ | ------------------ | ----------- | ----------- | ----------- | ------ | ------ | ------ |
| 2017-2018       | Puskás Akadémia II | NB3             | 7          | 1          |                 | -               | -               |                    | -                  | -                  |             | -           | -           | 7      | 1      |        |
| 2018-2019       | Puskás Akadémia II | NB3             | 6          | 2          |                 | -               | -               |                    | -                  | -                  |             | -           | -           | 6      | 2      |        |
| 2019-2020       | Puskás Akadémia II | NB3             | 4          | 1          |                 | -               | -               |                    | -                  | -                  |             | -           | -           | 4      | 1      |        |
| 2020-gen. 2021  | Puskás Akadémia II | NB3             | 3          | 1          |                 | -               | -               |                    | -                  | -                  |             | -           | -           | 3      | 1      |        |
| 2017-2018       | Csákvári           | NB2             | 14         | 1          | CU              | 0               | 0               |                    | -                  | -                  |             | -           | -           | 14     | 1      |        |
| 2018-2019       | Csákvári           | NB2             | 21         | 4          | CU              | 0               | 0               |                    | -                  | -                  |             | -           | -           | 21     | 4      |        |
| 2019-2020       | Csákvári           | NB2             | 12         | 3          | CU              | 0               | 0               |                    | -                  | -                  |             | -           | -           | 12     | 3      |        |
| 2020-gen. 2021  | Csákvári           | NB2             | 3          | 1          | CU              | 0               | 0               |                    | -                  | -                  |             | -           | -           | 3      | 1      |        |
| 2018-2019       | Puskás Akadémia    | NB1             | 8          | 1          | CU              | 2               | 0               |                    | -                  | -                  |             | -           | -           | 10     | 1      |        |
| 2019-2020       | Puskás Akadémia    | NB1             | 7          | 1          | CU              | 3               | 5               |                    | -                  | -                  |             | -           | -           | 10     | 6      |        |
| 2020-gen. 2021  | Puskás Akadémia    | NB1             | 8          | 0          | CU              | 2               | 0               |                    | -                  | -                  |             | -           | -           | 10     | 0      |        |
| gen.-giu. 2021  | Sepsi              | L1              | 2          | 0          | CR              | 0               | 0               |                    | -                  | -                  |             | -           | -           | 2      | 0      |        |
| Totale carriera | Totale carriera    | Totale carriera | 95         | 16         |                 | 7               | 5               |                    | -                  | -                  |             | -           | -           | 102    | 21     |        |